# Пршетинці
Пршетинці (словен. Pršetinci) — поселення в общині Светий Томаж, Подравський регіон‎, Словенія.